# 에포나 (젤다의 전설)
에포나(영어: Epona)는 젤다의 전설 시리즈에 나오는 말로 주인공 링크가 타고 다니는 애마이다. 이름은 겔드 족 신화의 여신에서 따왔다고 한다. 성별은 암컷이다. 에포나의 노래라는 전용 테마도 있다.
첫 등장은 1998년 11월 21일에 발매된 《시간의 오카리나》에서 나온다. 7년 전의 어린이일 때는 아직 조랑말이라 탈 수는 없다. 처음 볼 때는 주인공 링크를 무서워해서 가까이 다가가면 도망친다. 이 때, 요정의 오카리나로 마론의 노래를 들려주면 친해지게 된다. 7년 후의 세계관에서는, 에포나가 어른 말로 성장을 해서 탈 수 있게 된다.
두 번째 등장은 2000년 5월 27일에 발매된 《무쥬라의 가면》에서 등장한다. 《시간의 오카리나》와 동일하게 나오는데, 이번 작에서는 탈 수 있게 된다.
이외에도 《4개의 검+》, 《황혼의 공주
|젤다의 전설 브레스 오브 더 와일드에 출연하였다.